# 恩派爾鎮區 (堪薩斯州埃爾斯沃思縣)
恩派爾鎮區（英語：Empire Township）為美國堪薩斯州埃爾斯沃思縣轄下的鎮區。2010年美国人口普查中此鎮區人口有196人。

## 地理
恩派爾鎮區涵蓋總面積為186.0平方（71.83平方英里），其中陸地面積為171.7平方（66.28平方英里），水域面積為14.4平方（5.55平方英里）或7.73%。海拔高度459（1,506英尺）。

## 人口統計
根據2010年美國人口普查，恩派爾鎮區人口有196人，其中男性有101人，女性有95人，人口密度為每平方公里1.05人，住房計322戶。鎮區內的白人有194人，非裔美國人有0人，美洲原住民有0人，亞裔美國人有0人，太平洋島裔美國人有0人，其他種族有1人，混血種族則有1人。此外鎮區內有7人為西班牙裔或拉丁裔美國人。此鎮區之年齡中位數為53.6歲，而男性年齡中位數為54.2歲，女性年齡中位數為52.5歲。

## 交通

### 主要公路
- 141號堪薩斯州州道